# Coscinia pseudobifasciata
Coscinia pseudobifasciata är en fjärilsart som beskrevs av Franz Dannehl 1929. Coscinia pseudobifasciata ingår i släktet Coscinia och familjen björnspinnare. Inga underarter finns listade i Catalogue of Life.